# Jackie Shroff
Jackie Shroff (Bombay, 1 februari 1957) is een indiaas acteur die voornamelijk in Hindi films speelt.

## Biografie
Shroff had een Gujarati vader en Oeigoerse moeder afkomstig uit Kazachstan. Ze hadden het thuis niet breed, waardoor Shroff zijn school niet afmaakte en op zoek ging naar manieren om geld te verdienen: van chef-kok tot steward, niets leek te lukken. Hij werd gezien bij een bushalte door iemand van een reclamebureau, wat voor hem een start in de modellenwereld betekende, waarna hij de filmindustrie inrolde. Hij werd benaderd door acteur Dev Anand voor een bijrol als de handlanger van Shakti Kapoor voor zijn film Swami Dada. Hoewel hij maar een kleine rol had te midden van grote sterren, trok hij wel de aandacht van filmmakers. Al gauw kwam het aanbod van een hoofdrol voor de film Hero. Daarna volgden in de jaren tachtig films als Andar Baahar, Jaanoo, Yudh, Karma, Ram Lakhan en Tridev.
Shroff heeft in meer dan 250 films een rol vertolkt, in 13 verschillende talen (Hindi, Tamil, Bengaals, Marathi, Kannada, Telugu, Malayalam, Punjabi, Bhojpuri, Konkani, Odia, Gujarati en Engels).
Shroff stapte in 1987 in het huwelijksbootje met filmproducente Ayesha Dutt. Zij hebben twee kinderen, onder wie acteur Tiger Shroff.

## Filmografie

### Films
| Jaar | Film                                  | Rol                                      | Opmerking                             |
| ---- | ------------------------------------- | ---------------------------------------- | ------------------------------------- |
| 1982 | Swami Dada                            | Jaggu's handlanger                       |                                       |
| 1983 | Hero                                  | Jackie Dada/ Jaikishan                   |                                       |
| 1984 | Andar Baahar                          | agent Ravi Khanna                        |                                       |
| 1985 | Teri Meherbaniyan                     | Ram                                      |                                       |
| 1985 | Shiva Ka Insaaf                       | Shiva/ Bhola                             |                                       |
| 1985 | Yudh                                  | agent Vikram                             |                                       |
| 1985 | Aaj Ka Daur                           | Raja                                     |                                       |
| 1985 | Paisa Yeh Paisa                       | Shyam                                    |                                       |
| 1985 | Jaanoo                                | Ravi/ Jaanoo                             |                                       |
| 1985 | Mera Jawab                            | Suresh/ Solanki Patwardhan Lal           |                                       |
| 1986 | Palay Khan                            | Palay Khan                               |                                       |
| 1986 | Mera Dharam                           | Jai Singh Sehgal                         |                                       |
| 1986 | Haathon Ki Lakeeren                   | Lalit Mohan                              |                                       |
| 1986 | Dahleez                               | Chandrashekhar                           |                                       |
| 1986 | Allah Rakha                           | Iqbal Anwar/ Don Jr.                     |                                       |
| 1986 | Karma                                 | Baiju Thakur                             |                                       |
| 1987 | Mard Ki Zabaan                        | Rajesh/ Vijay                            |                                       |
| 1987 | Jawab Hum Denge                       | agent Jaikishan                          |                                       |
| 1987 | Diljalaa                              | Munna Babu                               |                                       |
| 1987 | Sadak Chhap                           | Shankar                                  |                                       |
| 1987 | Kaash                                 | Ritesh Anand                             |                                       |
| 1987 | Kudrat Ka Kanoon                      | Dr. Vijay Verma                          |                                       |
| 1987 | Uttar Dakshin                         | Raja                                     |                                       |
| 1988 | Falak                                 | Vijay Verma                              |                                       |
| 1988 | Aakhri Adaalat                        | Nitin Sinha/ Jai Kishan                  |                                       |
| 1989 | Sachche Ka Bol Bala                   | Nandi                                    |                                       |
| 1989 | Ram Lakhan                            | agent Ram Pratap Singh                   |                                       |
| 1989 | Kala Bazaar                           | agent Kamal Kimtilal                     |                                       |
| 1989 | Parinda                               | Kishan                                   |                                       |
| 1989 | Main Tera Dushman                     | Kishan Shrivastav                        |                                       |
| 1989 | Hum Bhi Insaan Hain                   | Kishanlal                                |                                       |
| 1989 | Tridev                                | Ravi Mathur                              |                                       |
| 1989 | Sikka                                 | Jaikishan                                |                                       |
| 1989 | Vardi                                 | Jai/ Anil Verma                          |                                       |
| 1990 | Pathar Ke Insan                       | agent Karan Rai                          |                                       |
| 1990 | Jeene Do                              | Suraj                                    |                                       |
| 1990 | Baap Numbri Beta Dus Numbri           | Ravi                                     |                                       |
| 1990 | Doodh Ka Karz                         | Suraj                                    |                                       |
| 1990 | Doodhache Upkaar                      | Suraj                                    | Marathi versie                        |
| 1990 | Azaad Desh Ke Gulam                   | agent Jaikishen/ Jamliya Jamshed Purwala |                                       |
| 1991 | Hafta Bandh                           | agent Bajrang Thiwari                    |                                       |
| 1991 | Izzat                                 | Siddharth                                |                                       |
| 1991 | 100 Days                              | Ram Kumar                                |                                       |
| 1991 | Saudagar                              | Vishal                                   |                                       |
| 1991 | Akayla                                | Shekhar                                  |                                       |
| 1991 | Lakshmanrekha                         | Vikram Sharma                            |                                       |
| 1992 | Sangeet                               | Sethuram                                 |                                       |
| 1992 | Prem Deewane                          | Ashutosh Singh                           |                                       |
| 1992 | Laat Saab                             | Vijay A. Rai                             |                                       |
| 1992 | Dil Hi To Hai                         | Harshvardan/ Govardan                    |                                       |
| 1992 | Angaar                                | Jaikishan                                |                                       |
| 1992 | Police Officer                        | agent Jaikishan/ Ram                     |                                       |
| 1992 | Sapne Sajan Ke                        | zichzelf                                 |                                       |
| 1993 | King Uncle                            | Ashok Bansal                             |                                       |
| 1993 | Antim Nyay                            | agent Jai R. Verma                       |                                       |
| 1993 | Khalnayak                             | agent Ram Kumar Sinha                    |                                       |
| 1993 | Hasti                                 | Jaggu                                    |                                       |
| 1993 | Aaina                                 | Ravi Saxena                              |                                       |
| 1993 | Roop Ki Rani Choron Ka Raja           | Ravi Verma                               |                                       |
| 1993 | Gardish                               | Shiva Sathe                              |                                       |
| 1993 | Shatranj                              | Dinu                                     |                                       |
| 1994 | Chauraha                              | Amar                                     |                                       |
| 1994 | 1942: A Love Story                    | Shubhankar                               |                                       |
| 1994 | Stuntman                              | Bajrang Tiwari                           |                                       |
| 1995 | Trimurti                              | Shakti Singh                             |                                       |
| 1995 | Milan                                 | Raja                                     |                                       |
| 1995 | God and Gun                           | Vijay Prakash                            |                                       |
| 1995 | Rangeela                              | Raj Kamal                                |                                       |
| 1995 | Ram Shastra                           | agent Ram Sinha                          |                                       |
| 1996 | Talaashi                              | Jaikishan                                |                                       |
| 1996 | Dushmani: A Violent Love Story        | Jai Singh                                |                                       |
| 1996 | Return of Jewel Thief                 | Jatin Kumar                              |                                       |
| 1996 | Bandish                               | Ram Ghulam/ Kishan                       |                                       |
| 1996 | Agni Sakshi                           | Suraj Kapoor                             |                                       |
| 1997 | Vishwavidhaata                        | Ajay Khanna                              |                                       |
| 1997 | Share Bazaar                          | Jai                                      |                                       |
| 1997 | Shapath                               | agent Kishan                             |                                       |
| 1997 | Border                                | commandant Anand Bajwa                   |                                       |
| 1997 | Aar Ya Paar                           | Shekhar Khosla                           |                                       |
| 1998 | Tirchhi Topiwale                      | zichzelf                                 | gastoptreden                          |
| 1998 | Hafta Vasuli                          | Yeshwant                                 |                                       |
| 1998 | Badmaash                              | Gautam Hiraskar                          |                                       |
| 1998 | Jaane Jigar                           | Jaikishan                                |                                       |
| 1998 | 2001: Do Hazaar Ek                    | agent Anil Kumar Sharma                  |                                       |
| 1998 | Ustadon Ke Ustad                      | King Crown                               |                                       |
| 1998 | Yugpurush                             | Ranjan                                   |                                       |
| 1998 | Kabhi Na Kabhi                        | Jaggu                                    |                                       |
| 1998 | Yamraaj                               | Kishan                                   |                                       |
| 1998 | Bandhan                               | Thakur Suraj Pratap                      |                                       |
| 1999 | Sirf Tum                              | riksja bestuurder Pritam                 | gastoptreden                          |
| 1999 | Laawaris                              | advocaat Anand Saxena                    |                                       |
| 1999 | Kartoos                               | Jay Suryavanshi                          |                                       |
| 1999 | Phool Aur Aag                         | Jaswant                                  |                                       |
| 1999 | Ganga Ki Kasam                        | Jay Singh                                |                                       |
| 1999 | Hote Hote Pyar Ho Gaya                | agent Arjun                              |                                       |
| 1999 | Kohram                                | majoor Rathod                            | gastoptreden                          |
| 1999 | Aaag Hi Aag                           | Ravi                                     |                                       |
| 2000 | Gang                                  | Gangu                                    |                                       |
| 2000 | Raja Ko Rani Se Pyar Hogaya           | zichzelf                                 |                                       |
| 2000 | Jung                                  | agent Veer Chauhan                       |                                       |
| 2000 | Refugee                               | Raghuvir Singh                           |                                       |
| 2000 | Mission Kashmir                       | Hilal Kohistani                          |                                       |
| 2000 | Kahin Pyaar Na Ho Jaaye               | Tiger                                    |                                       |
| 2001 | Hadh: Life on the Edge of Death       | Vishwa                                   |                                       |
| 2001 | Farz                                  | Gawa Firozi                              |                                       |
| 2001 | Censor                                | Naseeruddin Shaukh                       |                                       |
| 2001 | Grahan                                | advocaat Jaggan Sinha                    | ook producent                         |
| 2001 | One 2 Ka 4                            | Javed Abbas                              |                                       |
| 2001 | Albela                                | Prem                                     |                                       |
| 2001 | Yaadein                               | Raj Singh Puri                           |                                       |
| 2001 | Bas Itna Sa Khwaab Hai                | Naved Ali                                |                                       |
| 2001 | Lajja                                 | Raghu                                    |                                       |
| 2002 | Mulaqaat                              | Javed Khan                               |                                       |
| 2002 | Pitaah                                | Ramnarayan Bharadwaj                     |                                       |
| 2002 | Kya Yehi Pyaar Hai                    | Dr. Kamlakar Tiwari                      |                                       |
| 2002 | Devdas                                | Chunilal                                 |                                       |
| 2002 | Agni Varsha                           | Paravasu                                 |                                       |
| 2003 | Baaz: A Bird in Danger                | Jai Singh Dabral                         |                                       |
| 2003 | Ek Aur Ek Gyarah                      | Majoor Ram Singh                         |                                       |
| 2003 | Boom                                  | Abdul Wahab Barkatali Al Sabunchi 50-50  | ook producent                         |
| 2003 | 3 Deewarein                           | Jagdish Prasad                           |                                       |
| 2003 | Samay: When Time Strikes              | Amod Parekh                              |                                       |
| 2003 | Sandhya                               | Jaggu                                    |                                       |
| 2004 | Aan: Men at Work                      | Gautam Walia                             |                                       |
| 2004 | Hum Haeen Khalnayak                   | Arjun                                    | Bhojpuri film                         |
| 2004 | Dobara                                | Ranbir Sehgal                            |                                       |
| 2004 | Hulchul                               | Balram Chand                             |                                       |
| 2005 | Divorce: Not Between Husband and Wife | Jackie                                   |                                       |
| 2005 | Tum Ho Na!                            | Jai                                      |                                       |
| 2005 | Antarmahal                            | Bhubaneswar Chowdhury                    | Bengaalse film                        |
| 2005 | Ssukh                                 | Gaurishankar Yadav                       |                                       |
| 2005 | Kyon Ki                               | Dr. Sunil                                |                                       |
| 2006 | Astram                                | Kadir Wali                               | Telugu film                           |
| 2006 | Care of Footpath                      | minister                                 | Kannada film                          |
| 2006 | Bhoot Unkle                           | Bhoot Unkle                              |                                       |
| 2006 | Apna Sapna Money Money                | Carlos                                   |                                       |
| 2006 | Bhagam Bhag                           | J.D. Mehra                               |                                       |
| 2006 | Naksha                                | Baali                                    |                                       |
| 2006 | Eklavya: The Royal Guard              | Rana Jyotiwardhan                        |                                       |
| 2006 | Mera Dil Leke Dekho                   | Mr Chaddha                               |                                       |
| 2006 | We R Friends                          |                                          |                                       |
| 2006 | Vidyaarthi                            | agent Ranveer                            |                                       |
| 2007 | Aur Pappu Paas Ho Gaya                | Sudhakar Chauhan                         |                                       |
| 2007 | Raat Porir Rupkatha                   |                                          | Bengaalse film                        |
| 2007 | Eklavya                               | Jyotiwardhan                             |                                       |
| 2007 | Athisayan                             | Sekharan                                 | Malayalam film                        |
| 2007 | Fool N Final                          | Gunmaster G9                             |                                       |
| 2008 | Halla Bol                             | zichzelf                                 | gastoptreden                          |
| 2008 | Bank                                  | Jack                                     | Telugu film                           |
| 2008 | Black and White                       |                                          | Telugu film                           |
| 2008 | Dhoom Dadakka                         | peetvader                                |                                       |
| 2008 | Humsey Hai Jahaan                     | Gary Rosario                             |                                       |
| 2008 | Thodi Life Thoda Magic                | MK                                       |                                       |
| 2008 | Mukhbiir                              | minister                                 |                                       |
| 2008 | Hari Puttar: A Comedy of Terrors      | Uncle DK                                 |                                       |
| 2009 | Raaz – The Mystery Continues          | Veer Pratap                              | gastoptreden                          |
| 2009 | Balidaan                              | Khan bhai                                | Bhojpuri film                         |
| 2009 | Rita                                  | Salvi                                    | Marathi film                          |
| 2009 | Ek: The Power of One                  | Krish Prasad Savte                       |                                       |
| 2009 | Kirkit                                | Ritchie Rich                             |                                       |
| 2009 | Anubhav                               | Ibrahim Vakil                            |                                       |
| 2009 | Kisaan                                | Dayal Singh                              |                                       |
| 2010 | Teen Patti                            | Tony Milano                              | gastoptreden                          |
| 2010 | Malik Ek                              | Sai Baba                                 |                                       |
| 2010 | Veer                                  | koning van Madhavgarh                    |                                       |
| 2010 | Ek Second... Jo Zindagi Badal De?     | Yuvraaj                                  |                                       |
| 2010 | Aaranya Kaandam                       | Singaperumal                             | Tamil film                            |
| 2010 | "Zamana                               | Ramakanth Tyagi                          | Kannada film                          |
| 2010 | Jai Baba Bholenath                    |                                          | Bengaalse film                        |
| 2010 | Musaa - The Most Wanted               | zichzelf                                 |                                       |
| 2010 | Bhoot and Friends                     | Bhanu Pratap Singh                       |                                       |
| 2011 | Aaranya Kaandam                       | Singa Perumal                            | Tamil film                            |
| 2011 | Satrangee Parachute                   | Jai Singh                                |                                       |
| 2011 | Sakthi                                | Jackie Varma                             | Telugu film                           |
| 2011 | Panjaa                                | Bhagavan                                 | Telugu film                           |
| 2011 | Platform No.1                         | Mahendran                                | Malayalam film                        |
| 2011 | Mummy Punjabi                         | Kanwal Sandhu                            | Punjabi film                          |
| 2011 | Bhindi Bazaar                         | drugs agent                              | gastoptreden                          |
| 2011 | Chargesheet                           | Mahesh                                   |                                       |
| 2011 | Hum Do Anjaane                        | Iqbal khan                               |                                       |
| 2011 | Tum Hi To Ho                          | Suri                                     |                                       |
| 2012 | Married 2 America                     | Pratap Singh                             |                                       |
| 2012 | Aa Marma                              |                                          | Kannada film                          |
| 2012 | Anna Bond                             | Charlie                                  | Kannada film                          |
| 2012 | Hridayanath                           | Sadashiv Sawant                          | Marathi film                          |
| 2012 | Daal Mein Kuch Kaala Hai              |                                          |                                       |
| 2012 | Life Ki Toh Lag Gayi                  |                                          |                                       |
| 2012 | Life's Good                           | Rameshwar                                |                                       |
| 2013 | Shootout at Wadala                    | politie commissaris                      | gastoptreden                          |
| 2013 | Bull Bulbul Bandook                   | Shambu Singh                             |                                       |
| 2013 | Lucky Di Unlucky Story                | Fateh                                    | Punjabi film                          |
| 2013 | Janmantar                             |                                          | Marathi film                          |
| 2013 | Swabhoomi                             |                                          | Bengaalse film                        |
| 2013 | Life Mein Hungama                     | trainer                                  |                                       |
| 2013 | Aurangzeb                             | Yashvardhan                              |                                       |
| 2013 | Daha Balunga                          | Arun Singh Deo                           | Odia film                             |
| 2013 | Dhoom 3                               | Iqbal Khan                               |                                       |
| 2013 | Mahabharat                            | Duryodhan                                | stemacteur, animatiefilm              |
| 2013 | Super Model                           |                                          |                                       |
| 2013 | Uss Paar                              |                                          | korte film                            |
| 2014 | Gang of Ghosts                        | Babu bhai                                |                                       |
| 2014 | Kochadaiyaan                          | Raja Mahendran                           | Tamil film, stemacteur, animatie film |
| 2014 | Amanusha                              |                                          | Kannada film                          |
| 2014 | Happy New Year                        | Charan Grover                            |                                       |
| 2014 | Kahin Hai Mera Pyar                   | kunsthandelaar                           |                                       |
| 2015 | Brothers                              | Garson Fernandes                         |                                       |
| 2015 | ATM                                   | Swathi                                   | Malayalam film                        |
| 2015 | Hum Baja Bajaa Denge                  | Jai                                      |                                       |
| 2015 | Shegavicha Yogi Gajanan               | gelovige                                 | Marathi film                          |
| 2015 | 3:56 Killari                          |                                          | Marathi film                          |
| 2015 | Love in Rajasthan                     |                                          | Bengaalse film                        |
| 2015 | Chehere                               | Rai saab                                 |                                       |
| 2015 | Care of Footpath 2                    | zichzelf                                 |                                       |
| 2015 | Dilliwali Zaalim Girlfriend           | Minochi                                  |                                       |
| 2015 | Jazbaa                                | minister Mahesh Maklai                   |                                       |
| 2015 | Makhmal                               | Javed                                    | korte film                            |
| 2015 | Dirty Politics                        | Mukhtiar Khan                            |                                       |
| 2016 | Housefull 3                           | Urja Nagrik                              |                                       |
| 2016 | Chalk n Duster                        | zichzelf                                 |                                       |
| 2016 | Freaky Ali                            | Bade Bhai                                | gastoptreden                          |
| 2017 | Sarkar 3                              | Michael Vallya                           |                                       |
| 2017 | Soul Curry                            | muzikant                                 | Konkani film                          |
| 2017 | Sardar Saab                           | Sardar Saab                              | Punjabi film                          |
| 2017 | Makhmal                               | Jamal bhai                               |                                       |
| 2017 | Mupparimanam                          |                                          | Tamil film, nummer "Let's go party"   |
| 2017 | Maayavan                              | majoor Sathyan                           | Tamil film                            |
| 2017 | Shunyata                              | Madhur                                   | korte film                            |
| 2018 | Phamous                               | Shabhu Singh                             |                                       |
| 2018 | Jole Jongole                          | wetenschapper                            | Bengaalse film                        |
| 2018 | Khujli                                | Girdharilal                              | korte film                            |
| 2018 | Ventilator                            | Jagdish                                  | Gujarati film                         |
| 2018 | Paltan                                | generaal Sagat Singh                     |                                       |
| 2018 | The Playboy Mr. Sawhney               | Yashpal Sawhney                          | korte film                            |
| 2018 | Mowgli: Legend of the Jungle          | Shere Khan                               | stemacteur                            |
| 2019 | Raat Bhaki Baat Bhaki                 | Prakash                                  | korte Film                            |
| 2019 | Saaho                                 | Narantak Roy                             | Telugu film                           |
| 2019 | Bigil                                 | J. K. Sharma                             | Tamil film                            |
| 2019 | Kantaar                               | Jordan Marcus                            | Konkani film                          |
| 2019 | Romeo Akbar Walter                    | Shrikant Rai                             |                                       |
| 2019 | Bharat                                | Gautam Kumar                             |                                       |
| 2019 | The Devil's Daughter                  | de duivel                                | Indiaas-Iraanse film                  |
| 2019 | Prassthanam                           | Badshah                                  |                                       |
| 2020 | Baaghi 3                              | Charan Chaturvedi                        |                                       |
| 2020 | Kaash... What If                      | JK                                       | korte film                            |
| 2021 | Hello Charlie                         | M. D. Makwana                            |                                       |
| 2021 | Radhe                                 | Avinash Abhyankar                        |                                       |
| 2021 | Sooryavanshi                          | Omar Hafeez                              |                                       |
| 2022 | Rashtra Kavach Om                     | Dev Rathore                              |                                       |
| 2022 | Atithi Bhooto Bhava                   | geest Makhan Singh                       |                                       |
| 2022 | Ottu                                  | Adiga                                    | Tamil film                            |
| 2022 | Phone Bhoot                           | Atmaram Dhyani                           |                                       |
| 2022 | Mili                                  | gevangene                                | cameo                                 |
| 2022 | Life's Good                           | Rameshwar                                |                                       |
| 2023 | Jailer                                | Kamdev                                   | gastoptreden, Tamil film              |
| 2023 | Paath - The Lesson                    | Kesar                                    | korte film                            |
| 2023 | Mast Mein Rehne Ka                    | Kamath                                   |                                       |
| 2024 | Singham Again                         | Omar Hafeez                              |                                       |
| 2024 | Baby John                             | Nanaji                                   |                                       |
| 2025 | Good Bad Ugly                         | Babel                                    | Tamil film                            |
| 2025 | Housefull 5                           | Baba                                     |                                       |
| 2025 | Tanvi the Great                       | Brigadier Joshi                          |                                       |

### Televisie en Webseries
| Jaar | Programma/ Serie                       | Rol            | Platform        |
| ---- | -------------------------------------- | -------------- | --------------- |
| 2010 | India's Magic Star                     | jurylid        |                 |
| 2019 | Criminal Justice                       | Mustafa        | Disney+ Hotstar |
| 2021 | OK Computer                            | Pushpak Shakur |                 |
| 2021 | Call My Agent: Bollywood               | gast           |                 |
| 2022 | Fabulous Lives of Bollywood Wives (S2) | gast           | Netflix         |
| 2023 | Hunter Tootega Nahi Todega             | gastoptreden   | Prime Video     |